# Expédition de secours à Emin Pacha

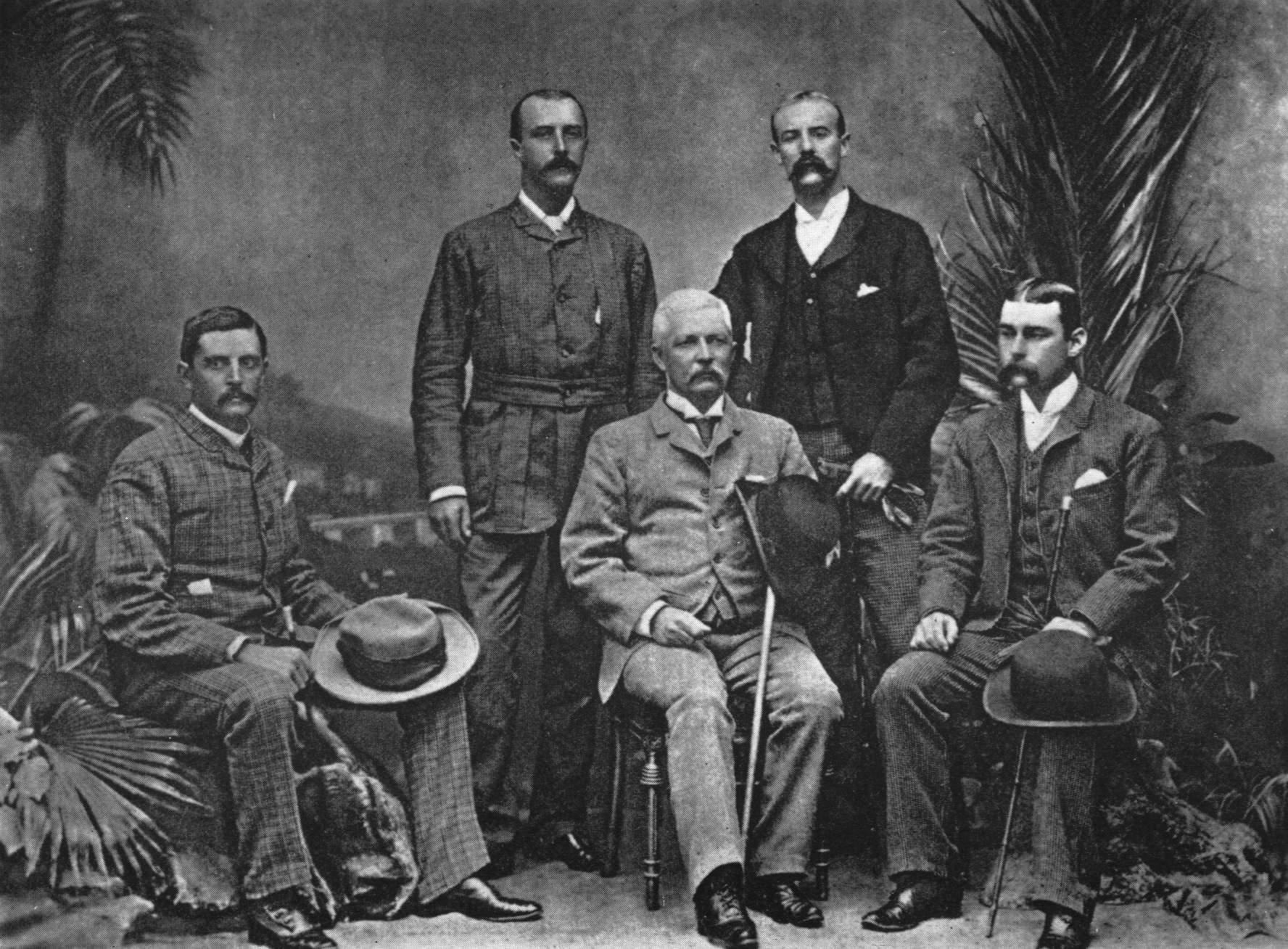
Henry Morton Stanley avec les officiers de la colonne avancée, Le Caire, 1890. De gauche à droite : Dr. Thomas Heazle Parke, Robert H. Nelson, Henry M. Stanley, William G. Stairs, et Arthur J. M. Jephson

L’expédition de secours à Emin Pacha de 1886 à 1889 fut la dernière expédition privée majeure à l’intérieur de l’Afrique au XIXe siècle, montée pour la libération d’Eduard Schnitzer dit Emin Pacha, le gouverneur assiégé d’Equatoria du général Charles Gordon, aux prises avec les forces mahdistes. Dirigée par Henry Morton Stanley, l’expédition a été rendue célèbre d’une part pour son ambition de traverser l’« Afrique profonde », d'autre part pour les pertes humaines considérables qu’elle a causées.

## Inquiétudes à propos d’Equatoria
Quand les mahdistes prirent Khartoum en 1885, l’administration égyptienne du Soudan fut mise en pièces, et la province la plus méridionale du Soudan, l'Equatoria, située aux confins les plus lointains du Nil à proximité du lac Albert, se retrouva coupée du reste du monde. Eduard Schnitzer dit Emin Pacha, un médecin et naturaliste prussien, avait été nommé gouverneur d’Equatoria et avait reçu via le Buganda et Zanzibar des lettres attestant de la volonté du gouvernement égyptien d’abandonner Equatoria ; en juillet, encouragé par le missionnaire Alexander MacKay, il avait suggéré au gouvernement britannique d’annexer lui-même la province d’Equatoria. Bien que ce dernier ne fut pas intéressé à se lancer dans une telle aventure, l’opinion publique britannique, alertée par Wilhelm Junker, vit en Emin Pacha un nouveau général Gordon en danger mortel contre les Mahdistes.
En novembre, l’homme d’affaires et philanthrope William Mackinnon, qui avait été impliqué dans diverses aventures coloniales, approcha Stanley pour monter une expédition au secours d’Emin Pacha. Stanley se déclara prêt à partir. Mackinnon contacta alors J. F. Hutton, un intermédiaire commercial également impliqué dans les affaires coloniales, et ils montèrent ensemble le « comité de secours à Emin Pacha », principalement composé d’amis de Mackinnon, qui se réunirent la première fois le 19 décembre 1886. Le comité parvint à réunir un total de 32 000 livres sterling.
Stanley était officiellement toujours employé par Léopold II de Belgique, qui l’avait embauché pour constituer l’État indépendant du Congo. Un compromis fut négocié pour libérer Stanley de ses obligations, avec lequel, lors d’une rencontre à Bruxelles, il fut décidé que l’expédition prendrait une route à partir du bassin du fleuve Congo au lieu d’un itinéraire plus court à partir de la côte est-africaine (Zanzibar). Léopold II mit à disposition de l’expédition des navires à vapeur de l’État indépendant du Congo, du Stanley Pool jusqu’au débouché de la rivière Aruwimi.
Le 1er janvier 1887, Stanley était de retour à Londres pour préparer l’expédition et répondre aux acclamations du public.

## Préparatifs

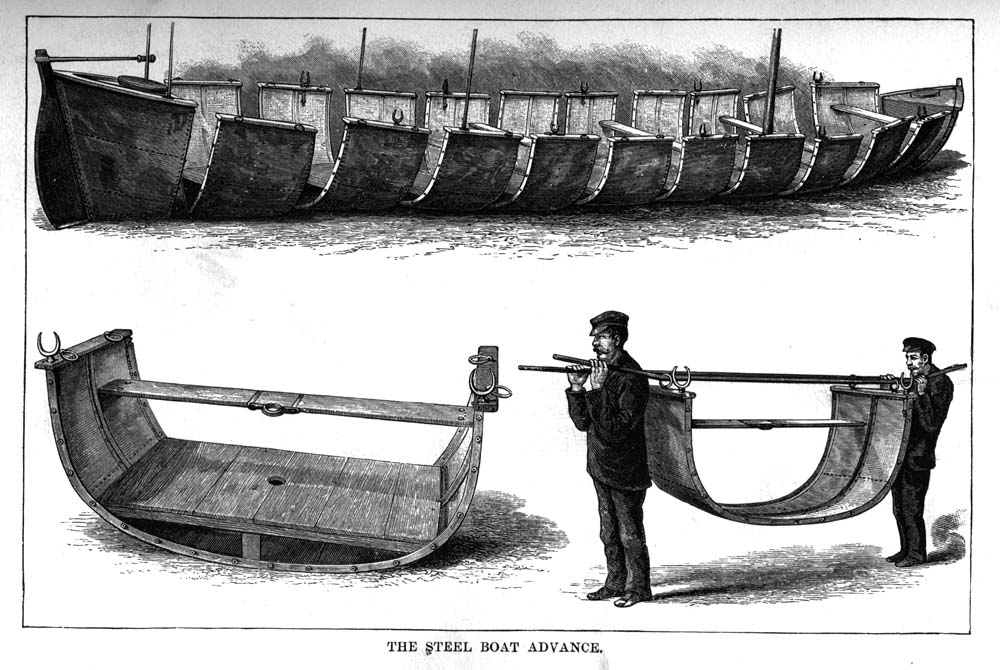
Le bateau démontable Advance.

Le plan de l’expédition était de se rendre au Caire, puis à Zanzibar pour louer des porteurs, puis de contourner l’Afrique par Le Cap, et se rendre à l’embouchure du fleuve Congo, pour le remonter à l’aide des navires à vapeur de l’EIC jusqu'à la rivière Aruwimi. Stanley voulait établir un camp sur l’Aruwimi, puis pénétrer vers l’est à travers un territoire inconnu pour atteindre le lac Albert puis Equatoria. Il espérait alors qu’Emin Pacha enverrait les familles de ses employés égyptiens vers les routes marchandes, avec l’important stock d’ivoire accumulé en Equatoria, pendant que Stanley, Emin Pacha et ses soldats emprunteraient une route vers l’est en direction de Zanzibar. Ironiquement, les doutes quant à l’expédition se focalisaient sur le fait qu’elle puisse atteindre son but ; la possibilité qu’Emin Pacha n’ait pas voulu quitter Equatoria n’avait semble-t-il pas été envisagée. 
L’expédition fut la plus importante et la mieux équipée jamais envoyée en Afrique. Un navire d’acier de près de 10 mètres, baptisé l’Advance, fut conçu pour être démonté en 12 parties et être ainsi transporté, et Hiram Maxim proposa à l’expédition l’une de ses armes récemment inventée, un fusil Maxim, qui fut le premier envoyé en Afrique.
Le Comité d’aide reçut 400 candidatures. Parmi celles-ci, Stanley choisit les officiers qui devaient l’accompagner en Afrique :
James S. Jameson et John Rose Troup avaient précédemment voyagé en Afrique, Jameson en tant que chasseur, artiste et voyageur, Troup comme employé de l’État indépendant du Congo. Robert H. Nelson, William Bonny, William G. Stairs et Edmund Barttelot avaient tous été militaires. Barttelot avait servi en Inde. A. J. Mounteney-Jephson, un jeune homme « de bonne famille » venant de la marine marchande, fut engagé sur sa seule apparence, mais paya au Comité, de la même façon que Jameson, £1.000 pour participer à l’expédition. 
Le médecin de l’expédition, Thomas Heazle Parke, fut embauché en dernière minute à Alexandrie, où il effectuait son service militaire, et alors que l’expédition était prête à partir pour Zanzibar. William Hoffmann était l’attaché personnel de Stanley. 

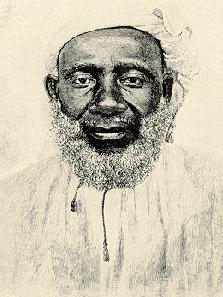
Tippo Tip.

Stanley partit de Londres le 21 janvier 1887, et arriva au Caire le 27 janvier.  Les objections égyptiennes contre la route congolaise furent surmontées grâce à un télégramme de Lord Salisbury, et l’expédition fut autorisée à marcher sous pavillon égyptien. Stanley rencontra par ailleurs le Bey Mason, Georg August Schweinfurth et Wilhelm Junker, qui avaient des informations récentes sur Equatoria.
Stanley quitta Le Caire le 3 février 1887, rejoint par des membres de l’expédition durant ses haltes à Suez et Aden, et arriva à Zanzibar le 22 février.  Les 3 mois suivants furent consacrés à préparer l’expédition et à négocier : Stanley agit en tant que représentant de Mackinnon pour tenter de convaincre le Sultan de Zanzibar de garantir une concession pour ce qui deviendrait plus tard l’Imperial British East Africa Company (I.B.E.A.C.), et conclut deux accords avec Tippo Tip. Par le premier, il le nomme gouverneur des Stanley Falls (EIC) pour mettre fin aux troubles créés depuis deux ans par l'insurrection du neveu de Tippo Tip, Rachid. Cet accord fut vivement critiqué en Europe, car il donnait une position officielle à un marchand d’esclaves. Le second accord concernait la livraison de porteurs pour l’expédition. En plus des stocks à transporter, l’expédition devait en effet s’attendre à devoir transporter 75 tonnes d’ivoire entreposées en Equatoria. Stanley envoya des lettres à Emin Pacha en annonçant son arrivée au lac Albert vers le mois d’août.

## En remontant le Congo

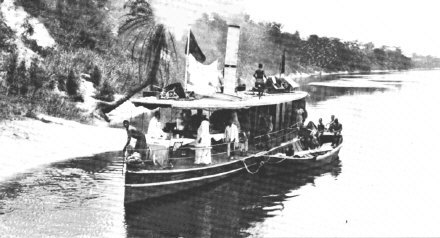
Le Peace.

L’expédition quitta Zanzibar le 25 février 1887 et arriva à Banana à l’embouchure du Congo le 18 mars, de façon quelque peu inattendue car le câble télégraphique avait été cassé, et les officiels locaux n’avaient pas reçu d’instructions. Des navires à vapeur emportèrent l’expédition sur une centaine de kilomètres jusque Matadi, où le portage prit le relais pour transporter quelque 800 charges d’équipement et de munitions jusqu'à Léopoldville sur le Stanley Pool. La progression fut lente à cause de la saison des pluies qui battait son plein, et la nourriture manquait, problème récurrent pendant toute l’expédition (dans une région d’économie de subsistance, il était difficile de nourrir une caravane d’un millier d’hommes en plein effort). 
L’expédition arriva à Léopoldville le 21 avril. Bien que Léopold II ait promis une flottille de bateaux à vapeur, un seul fonctionnait (le Stanley) ; Stanley en réquisitionna deux autres (le Peace et l’Henry Reed) chez des missionnaires, qui protestèrent en vain, ainsi que le Florida, qui était toujours en cours d’assemblage et fut dès lors utilisé comme une barge. Malgré cela, la capacité de transport restait insuffisante, et de nombreuses charges furent laissées à Léopoldville et davantage encore à Bolobo. Stanley décida alors de scinder l’expédition en une « colonne de queue » et une « colonne avancée », la première devant stationner à Yambuya sur l’Aruwimi, alors que la seconde devait progresser vers Equatoria.
La remontée du Congo commença le 1er mai et fut relativement paisible. À Station Bangala, Barttelot et Tippo Tip continuèrent vers Stanley Falls (de nos jours Kisangani) à bord de l’Henry Reed, alors que Stanley empruntait l’Aruwimi jusqu'à Yambuya, dont les habitants lui refusèrent la permission de séjourner dans leur village. Stanley attaqua alors le village et en expulsa les habitants, transformant le village en un camp fortifié. Pendant ce temps à Stanley Falls, Tippo Tip tentait d’obtenir des porteurs mais considérait que Stanley n’avait pas rempli sa part du marché, ayant laissé les munitions en arrière, et Barttelot n'arriva à Yambuya qu'avec une vague promesse d’arrivée prochaine de porteurs dans les semaines à venir.

## L’Afrique profonde

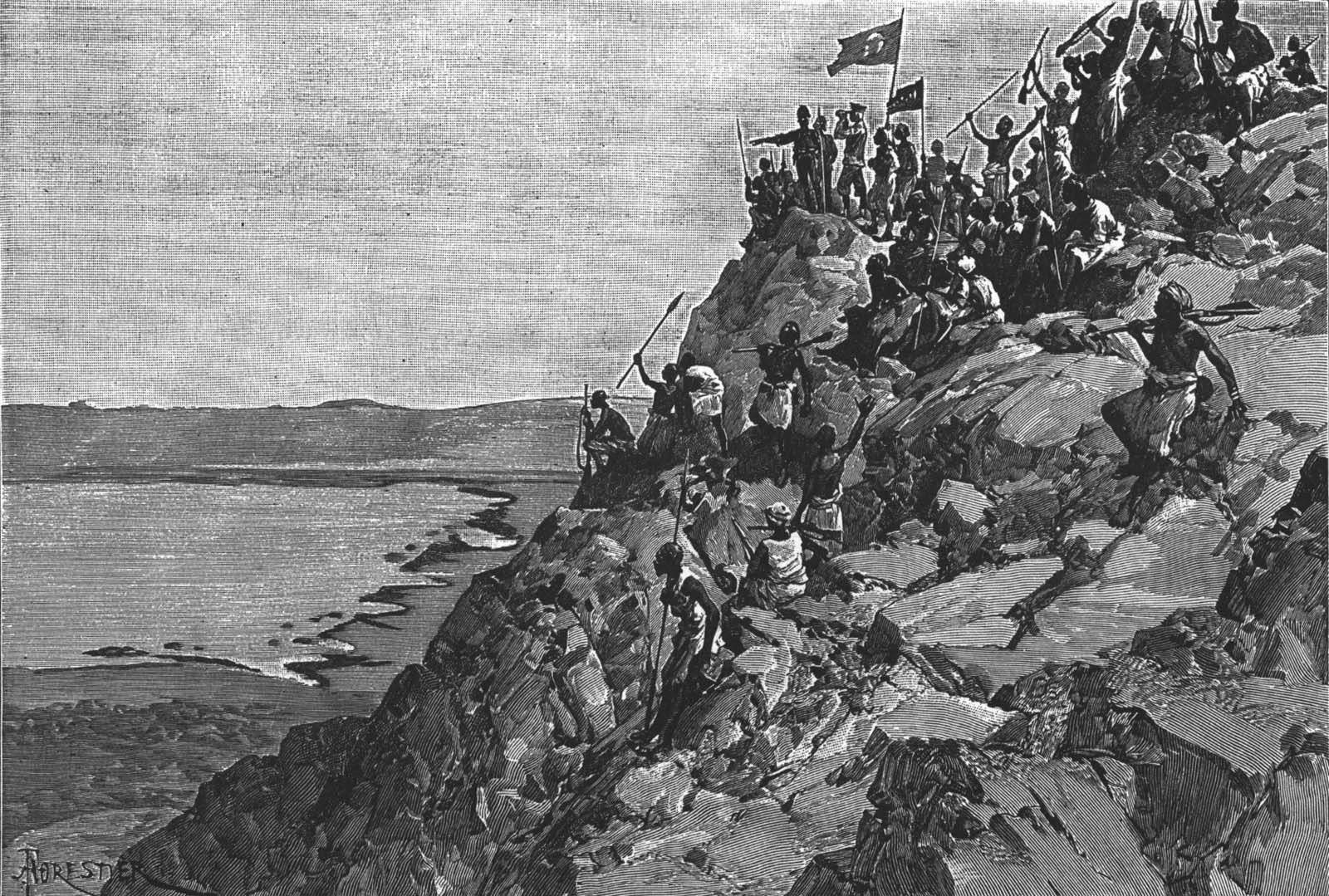
Sur la côte sud du lac Albert (illustration du récit de Stanley).

Stanley cependant insista sur l’urgence, et quitta le village pour le lac Albert le 28 juin. Ce trajet était prévu pour durer 2 mois, mais la colonne de tête était peu préparée aux difficultés d’un voyage dans la forêt de l’Ituri, et n’atteignit pas le lac avant décembre ; seuls 169 des 389 hommes partis de Yambuya survécurent. 
La forêt était si dense et les arbres si hauts que peu de lumière parvenait jusqu'au sol, la nourriture était par ailleurs difficilement disponible et, surtout, les pygmées de la région prirent l’expédition pour une colonne arabe à la recherche d’esclaves et l’attaquèrent avec des flèches empoisonnées. L’expédition s’arrêta alors à deux postes arabes, Ugarrowwa et Ipoto, où elle échangea une partie de son équipement contre de la nourriture. 
La forêt laissa progressivement la place à la savane et, le 13 décembre, l’expédition était en vue du lac Albert. Cependant, Emin Pacha n’était pas sur place et les habitants de la région n’avaient pas vu d’Européen depuis des années. Stanley décida de retourner au village d’Ibwiri, sur le plateau surplombant le lac, où il construisit Fort Bodo. Stairs revint à Ipoto pour ramener hommes et équipement, et revint le 12 février. Un second voyage partit vers Ugarrowwa pour récupérer davantage d’équipement, pendant que Stanley retournait au lac Albert le 2 avril, cette fois avec l’Advance. Le 18 avril, ils reçurent une lettre d’Emin Pacha, qui avait entendu parler de l’expédition un an plus tôt, et était descendu vers le lac en mars après avoir eu vent de rumeurs de son arrivée.

## Avec Emin Pacha

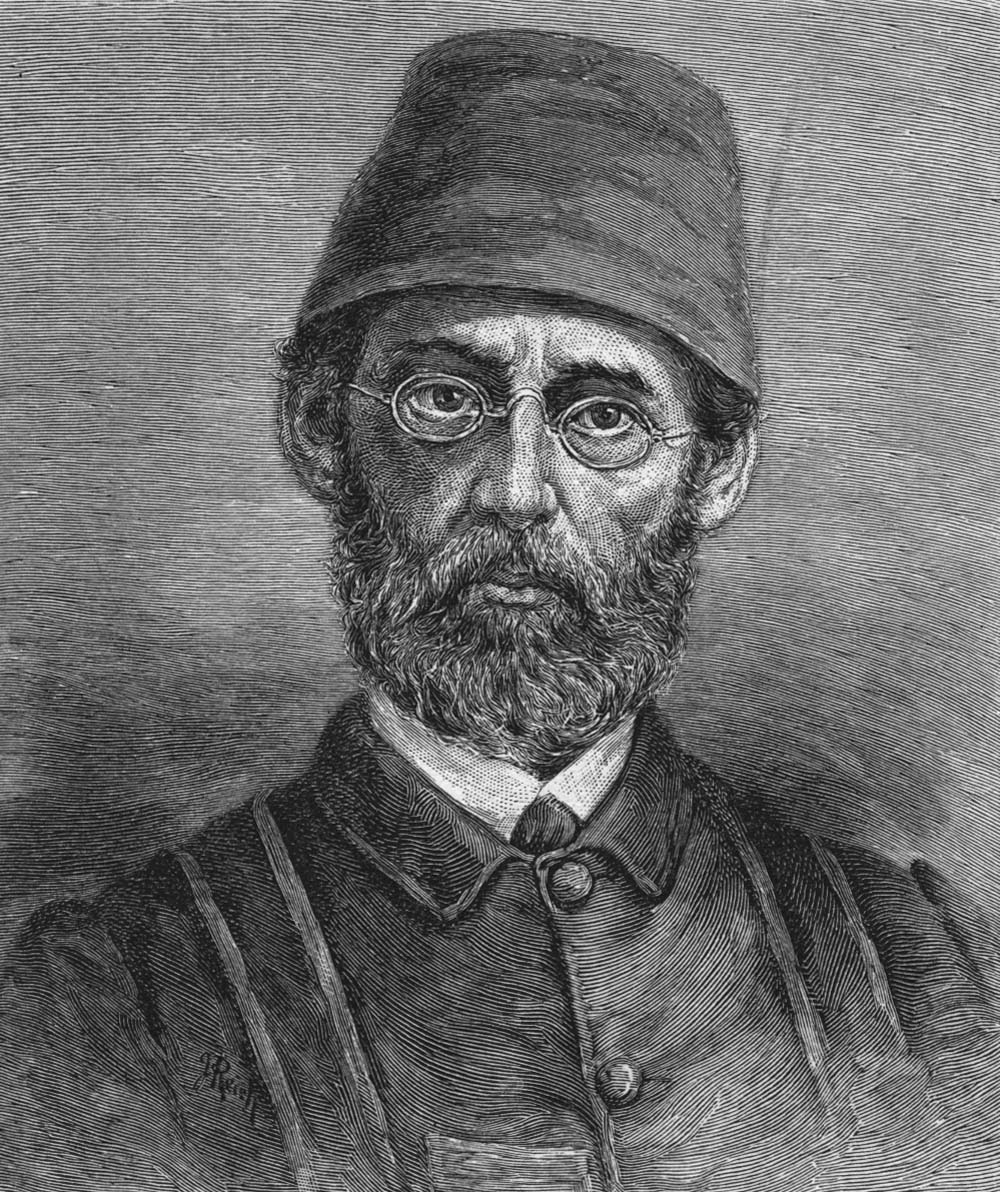
Eduard Schnitzer, dit Emin Pacha.

Jephson fut envoyé en éclaireur vers le lac avec l’Advance, qu’il mena jusqu’à Mswa, et rencontra enfin Emin Pacha le 27 avril 1888. Celui-ci emmena son navire à vapeur jusqu’au sud du lac et rejoignit Stanley le 29 avril, surpris de découvrir le visage d’Emin Pacha « sans trace de maladie ou d’anxiété ». Ils fêtèrent la rencontre avec trois bouteilles de champagne transportées depuis le Congo. Les jours suivants, Emin Pacha approvisionna Stanley en nourriture et le dota de divers équipements, venant ainsi en aide à ceux qui étaient venus le sauver. 
Mais les choses se compliquèrent alors. Emin Pacha souhaitait obtenir en retour des munitions et certains équipements, ainsi que la mise en place d'une voie d’approvisionnement, le tout lui permettant de rester en Equatoria, alors que Stanley souhaitait surtout le ramener à la civilisation. Un mois de discussion ne permit pas d’arriver à une décision et, le 24 mai, Stanley repartit bredouille vers Fort Bodo. Il l’atteignit le 8 juin, y rencontrant Stairs qui arrivait à peine de Ugarrowwa, avec seulement 14 survivants. C’est à cette occasion que Stanley aperçut pour la première fois la chaîne de montagnes des Ruwenzori (Parke et Jephson les avaient aperçues le 20 avril).

## Le sort de l’arrière-garde

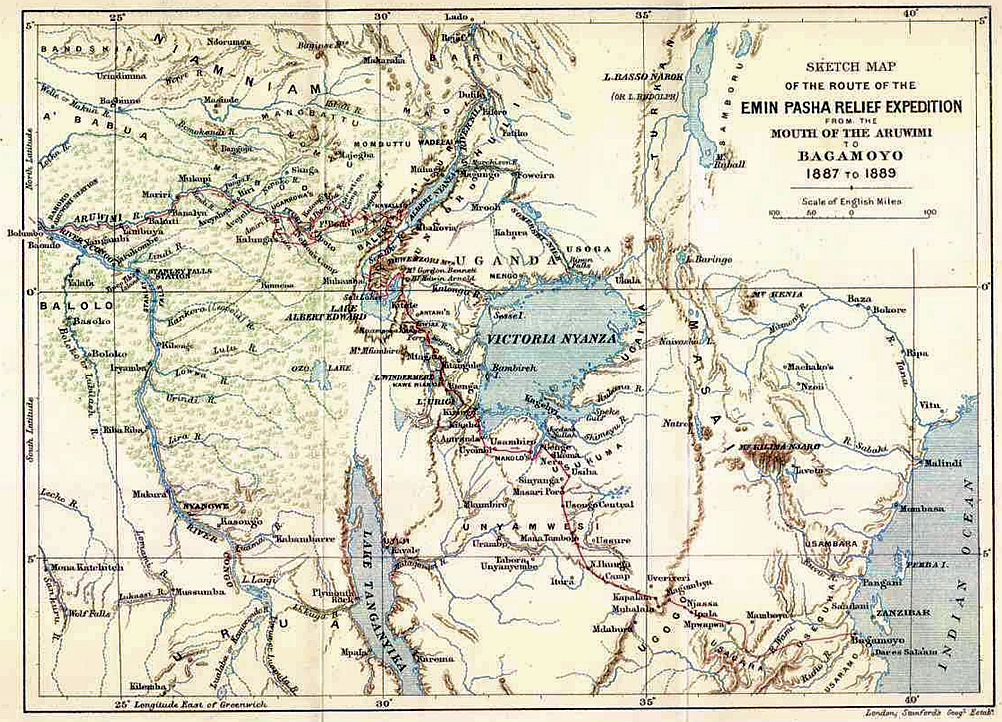
Carte de l'expédition.

Le 16 juin, Stanley quitta le fort à la recherche de l’arrière-garde, étant sans nouvelles de celle-ci depuis longtemps. Finalement, le 17 août à Banalya, à environ 150 kilomètres en amont de Yambuya, Stanley retrouva Bonny, seul Européen de la colonne, accompagné de quelques porteurs affamés. Barttelot avait été abattu lors d’un affrontement et Jameson était mourant à Bangala, touché par la fièvre. Herbert Ward était redescendu vers l’aval pour télégraphier au Comité de secours afin d'obtenir de nouvelles instructions de Londres, n'ayant plus de nouvelles de Stanley depuis plus d’un an.
L’objectif initial de l’arrière-garde, qui était d'attendre de nouveaux porteurs fournis par Tippo Tip, n’avait donc pas été atteint, l’expédition étant à court de munitions et, dès lors, incapable de satisfaire Tippo Tip en échange de ses services. Après plusieurs expéditions locales, Barttelot décida d’inscrire Troup et quelques autres sur la liste des malades et de les expédier vers l’aval. Le 11 juin 1888, après l’arrivée d’un groupe de Manyemas, ce qui porta l’effectif à 560 personnes, Barttelot repartit à la recherche de Stanley. Mais l’expédition tourna rapidement au chaos, avec de nombreuses désertions et des voyages sans fin pour tenter de ramener les stocks de l’aval. C'est alors que Barttelot fut blessé le 19 juillet, en tentant de s'interposer dans une querelle lors des festivités Manyema, et mourrut. Jameson décida de redescendre vers Bangala pour ramener les charges qui avaient été laissées là, et partit le 9 août, peu avant l’arrivée de Stanley. Stanley fut exaspéré de l’état dans lequel il trouva la colonne de queue, reprochant la faiblesse des mouvements malgré ses ordres précédents de l’attendre à Yambuya. Après avoir assuré l’envoi de diverses lettres vers l’aval, l’expédition retourna à Fort Bodo, empruntant une route différente qui ne se révéla pas meilleure pour l’approvisionnement. Ils arrivèrent au fort le 20 décembre, avec un effectif total de 415 hommes, dont 124 trop malades pour emporter des charges.
Le 16 janvier 1889, près du lac Albert, Stanley reçut une lettre d’Emin Pacha et de Jephson, qui avait été fait prisonnier par des officiers d’Emin Pacha pendant plusieurs mois, alors qu'entre-temps les Mahdistes avaient capturé plusieurs postes d’Equatoria. Depuis l’arrivée de Stanley, des rumeurs avaient circulé quant aux intentions réelles d’Emin Pacha et aux sautes d’humeur de ses officiers. En août de l’année précédente, certains de ces officiers s'étaient rebellé, avaient déposé Emin Pacha et l'avaient mis avec Jephson en résidence surveillée à Dufile, jusqu'en novembre. Mais même à ce moment, Emin Pacha se refusait encore à abandonner la région.

## Vers la côte

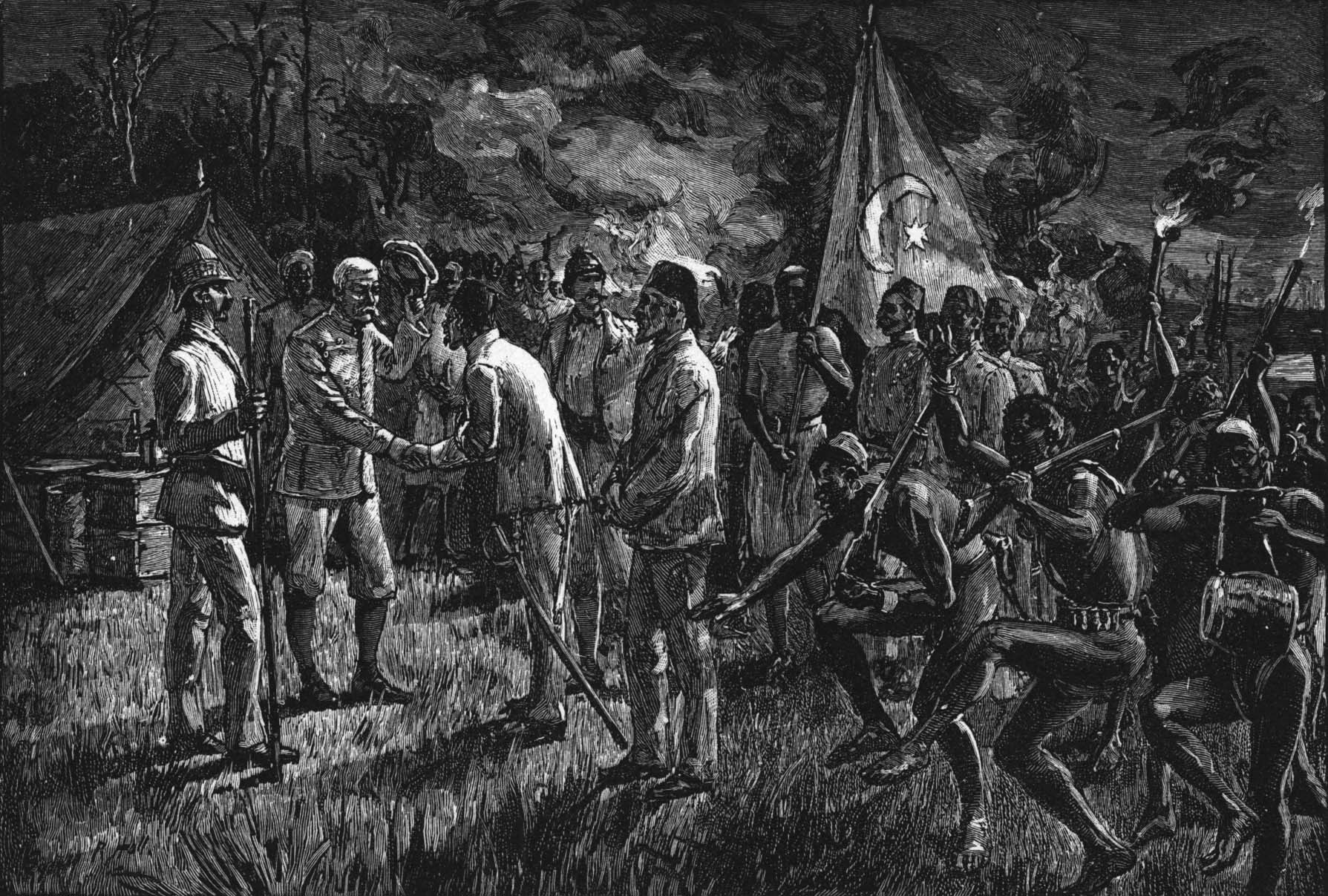
Rencontre entre Emin Pacha et Stanley

Le 17 février, tous les survivants de l’expédition et Emin Pacha, accompagnés d’un groupe de 65 soldats loyaux, se retrouvèrent au camp de Stanley, au nord du lac Albert. Ils furent rejoints les semaines suivantes par plusieurs centaines de partisans d’Emin Pacha et leurs familles. Emin Pacha n’avait toujours pas formulé de ferme intention d’abandonner Equatoria, mais le 5 avril, après une dernière altercation, Stanley et Emin Pacha décidèrent de partir rapidement. L’expédition quitta Kavalli en direction de la côte le 10 avril.
Le voyage vers la côte se fit d’abord vers le sud, le long des flancs orientaux du Ruwenzori, dont Stairs essaya d’atteindre le sommet, atteignant 3 256 m avant de rebrousser chemin. La colonne passa alors les lacs Edward et Georges, puis l’extrémité sud du lac Victoria, à travers les royaumes d’Ankole et Karagwe. Stanley signa divers « traités » avec plusieurs chefs de royaumes et tribus. Malgré le fait que ses dirigeants ne les considéraient pas comme tels, ils furent utilisés plus tard pour établir les revendications de l’IBEA dans la région.
Le lac Victoria fut aperçu le 15 août, et l’expédition atteignit la mission de Mackay à Usambiro le 28 août. C’est alors qu’ils prirent conscience de la complication qui se mettait en place dans la région, avec les ambitions de l’Allemagne et du Royaume-Uni pour l’Afrique orientale, ainsi que de l’existence d’une autre expédition de secours menée par Frederick John Jackson. Après avoir attendu vainement des nouvelles de l’expédition de Jackson, Stanley s'en alla le 17 septembre, avec un groupe maintenant réduit à environ 700 personnes à cause des morts et des désertions.
Alors qu’ils approchaient de la côte, il entrèrent en contact avec des Allemands et purent se rendre compte à plusieurs reprises de l’importance prise par les activités allemandes dans la région. Il rencontrèrent Hermann von Wissmann le 4 décembre et furent escortés jusqu'à Bagamoyo. Un banquet fut organisé en leur honneur, au cours duquel Emin Pacha tomba d’une fenêtre, accident dont il ne se remit pleinement qu'à la fin janvier 1890. Ce qui restait de l’expédition se dispersa. Stanley se rendit à Zanzibar puis retourna au Caire, où il écrivit les 900 pages de In Darkest Africa en cinquante jours, récit qui inspira plus tard Joseph Conrad pour son roman Au cœur des ténèbres. Les porteurs de Zanzibar furent payés ou retournés à leur maîtres, lorsqu’il s’agissait d’esclaves, et les Soudanais et Égyptiens ramenés en leur pays, certains travaillant à nouveau par la suite pour l’IBEA. Emin Pacha entra au service de l’Allemagne à partir de février, les autres Européens retournant en Grande-Bretagne.

## Épilogue
Stanley retourna en Europe en mai 1890 pour répondre aux acclamations du public ; lui et ses officiers reçurent de nombreuses récompenses et autres demandes de conférences. En juin, il publia son livre qui s’écoula à 150 000 exemplaires. Mais l’adulation ne dura pas. Dès l’automne, au moment de la publication des comptes de l’expédition, et quand les familles de Barttelot et Jameson réagirent aux accusations d’incompétence de la part de Stanley contre les leurs dans l’arrière-garde, les critiques et les condamnations se généralisèrent. L’expédition fut finalement la dernière de ce type. Les expéditions suivantes seront le fait de gouvernements, avec des buts politiques, militaires ou scientifiques.
Entre 1898 et 1900, une vaste épidémie de maladie du sommeil se répandit dans ce qui est à présent la République démocratique du Congo, l'ouest de l'Ouganda et le sud du Soudan. Le parasite aurait été transporté dans de nouvelles régions par cette expédition et le bétail transporté, bien que certains auteurs ne soient pas d'accord à ce sujet.
Edouard Schnitzer alias Emin Pacha fut assassiné le 8 octobre 1892 au nord-est du Congo par les Arabo-Swahilis dans les premiers temps de leur confrontation avec l'État indépendant du Congo. Après qu'il fut égorgé, sa tête fut envoyée à Kibonge ; son corps ainsi que ceux de ses compagnons ne furent jamais retrouvés, au contraire de son journal qui fut récupéré à Kasongo en avril 1894, auprès de deux esclaves des Arabes, par Francis Dhanis.

### Sources primaires
- (en) Arthur J. M. Jephson : Diary, Edited by Dorothy Middleton, Hakluyt Society, 1969
- Henry Morton Stanley : Dans les ténèbres de l'Afrique (In Darkest Africa - Gallica), Paris, 1890, traduit de l'anglais.

### Sources secondaires
- (en) Daniel Liebowitz ; Charles Pearson : The Last Expedition: Stanley's Mad Journey Through the Congo, 2005,  (ISBN 0-393-05903-0)
- (en) Alan Moorehead : The White Nile, Londres, 1960, 1971
- (en) Iain R. Smith : The Emin Pasha Relief Expedition 1886-1890, Oxford University Press, 1972
- (en) Tony Gould : In Limbo: The Story of Stanley's Rear Column, David & Charles 1980  (ISBN 0241101255)
- (en) James William Buel : Heroes of the Dark Continent 1890
- (de) August Schynse M.Afr., Mit Stanley und Emin Pascha durch Deutsch-Ostafrika, Karl Hespers J.P. Bachem, Cologne, 1890